# Dominik Dinga
Dominik Dinga (serbisch-kyrillisch Доминик Динга; * 7. April 1998 in Novi Sad) ist ein serbischer Fußballspieler.

## Karriere

### Verein
Dinga begann seine Karriere beim FK Hajduk Kula. Zur Saison 2014/15 wechselte er in die Jugend des FK Vojvodina. Zur Saison 2015/16 rückte er in den Profikader von Vojvodina. Sein Debüt für die Profis gab er im Juli 2015 in der Qualifikation zur UEFA Europa League gegen den MTK Budapest FC. Im selben Monat folgte gegen den FK Čukarički auch sein Debüt in der SuperLiga. Im Februar 2016 löste er seinen Vertrag in Novi Sad nach sechs Einsätzen in der höchsten serbischen Spielklasse auf.
Zur Saison 2016/17 wechselte Dinga nach Russland zu Ural Jekaterinburg. In seiner ersten Spielzeit bei den Russen kam er zu 20 Einsätzen in der Premjer-Liga. In der Saison 2017/18 kam der Innenverteidiger nur noch sporadisch zum Einsatz und absolvierte vier Partien für die Jekaterinburger. In der Saison 2018/19 kam er gar nur noch zweimal zum Zug. Daraufhin kehrte er zur Saison 2019/20 leihweise nach Serbien zurück und wechselte zum FK Partizan Belgrad. Bei Partizan war seine Situation allerdings nicht besser, bis zur Winterpause absolvierte er nur ein Spiel in der SuperLiga, woraufhin die Leihe im Januar 2020 vorzeitig beendet wurde.
Daraufhin wurde er im Februar 2020 ein zweites Mal verliehen, diesmal nach Belarus an den FK Dinamo Minsk. Für Dinamo kam er bis zum Ende der Saison 2020 zu 25 Einsätzen in der Wyschejschaja Liha. Nach der Saison 2020 wurde die Leihe um ein weiteres Jahr verlängert. In der Saison 2021 absolvierte der Serbe 14 Partien in der höchsten belarussischen Spielklasse. Nach dem Ende der Leihe kehrte er im Januar 2022 wieder nach Jekaterinburg zurück. Dort stand er zwar in der Rückrunde in jedem Spiel im Spieltagskader, zum Einsatz kam er aber nie mehr.
Im Juli 2022 verließ er Ural schließlich endgültig und wechselte nach Kasachstan zu Ordabassy Schymkent.

### Nationalmannschaft
Dinga spielte zwischen 2013 und 2017 für diverse serbische Jugendnationalauswahlen. Dinga war unter anderem Kapitän der U-17- und U-19-Mannschaften des Jahrgangs 1998.